# Liga antimasónica

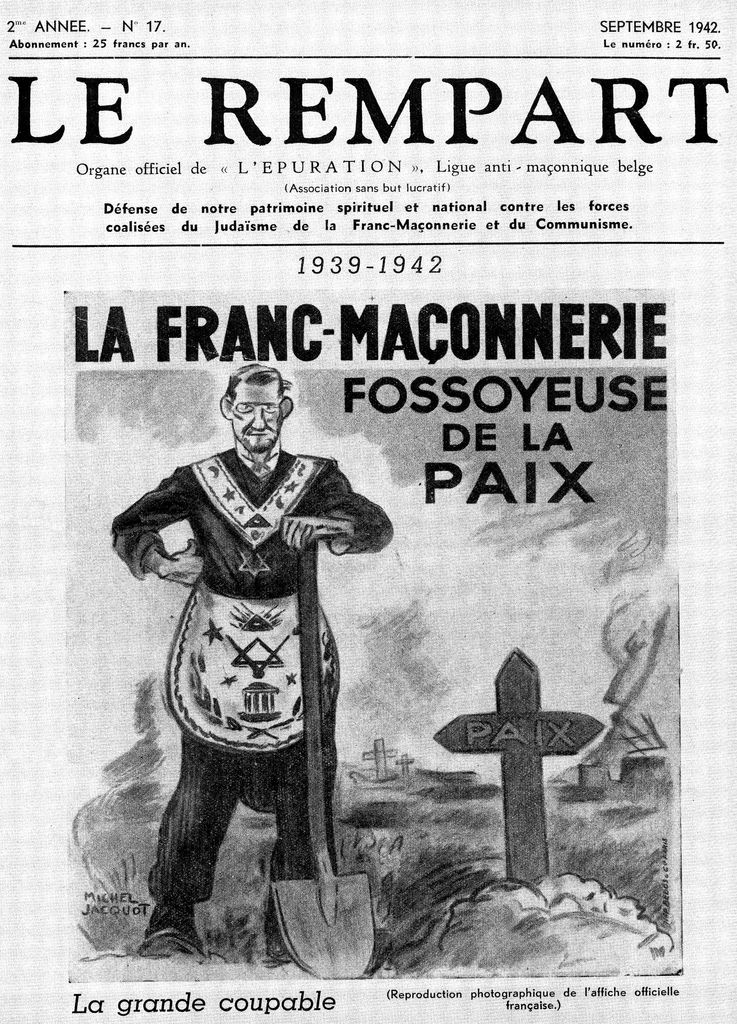
Periódico Le Rempart de la Liga antimasónica belga.

La Liga antimasónica (Ligue antimaçonnique, Antivrijmetselaars Bond) fue una asociación antimasónica de Bélgica activa entre 1910 y 1914.

## Historia
Publicaron un periódico, el Bulletin antimaçonnique. Entre otros miembros contaba el conde Maximiliaan van Renesse-Breidbach y el militante Valentin Brifaut, un jurista de Bruselas. La liga distribuyó su propaganda en los círculos católicos belgas. Así, la asociación participó a un congreso católico en Malinas del 23 al 26 de septiembre de 1909. La Primera Guerra Mundial puso fin a la liga. La liga denunció la Conspiración Judeo-Masónica Internacional.

## Miembros
- Maximiliaan van Renesse-Breidbach
- Valentin Brifaut
- Pierre de Liedekerke
- Fernand Orban de Xivry
- Jean de Jonghe d'Ardoye
- Henri de la Barre d'Erquelinnes
- Paul de Lhoneux
- Alfred Le Grelle
- Paul Gendebien
- Joseph Nève.